# Woqooyi Galbeed
Woqooyi Galbeed, (somali : Woqooyi Galbeed, arabe : وقويي جالبيد), ou Maroodi Jeex, est une région au Nord-Ouest de la Somalie, sur le golfe d'Aden, limitrophe de l'Éthiopie (Région Somali) et des régions somaliennes d'Awdal (Borama), Sanaag et Togdheer .

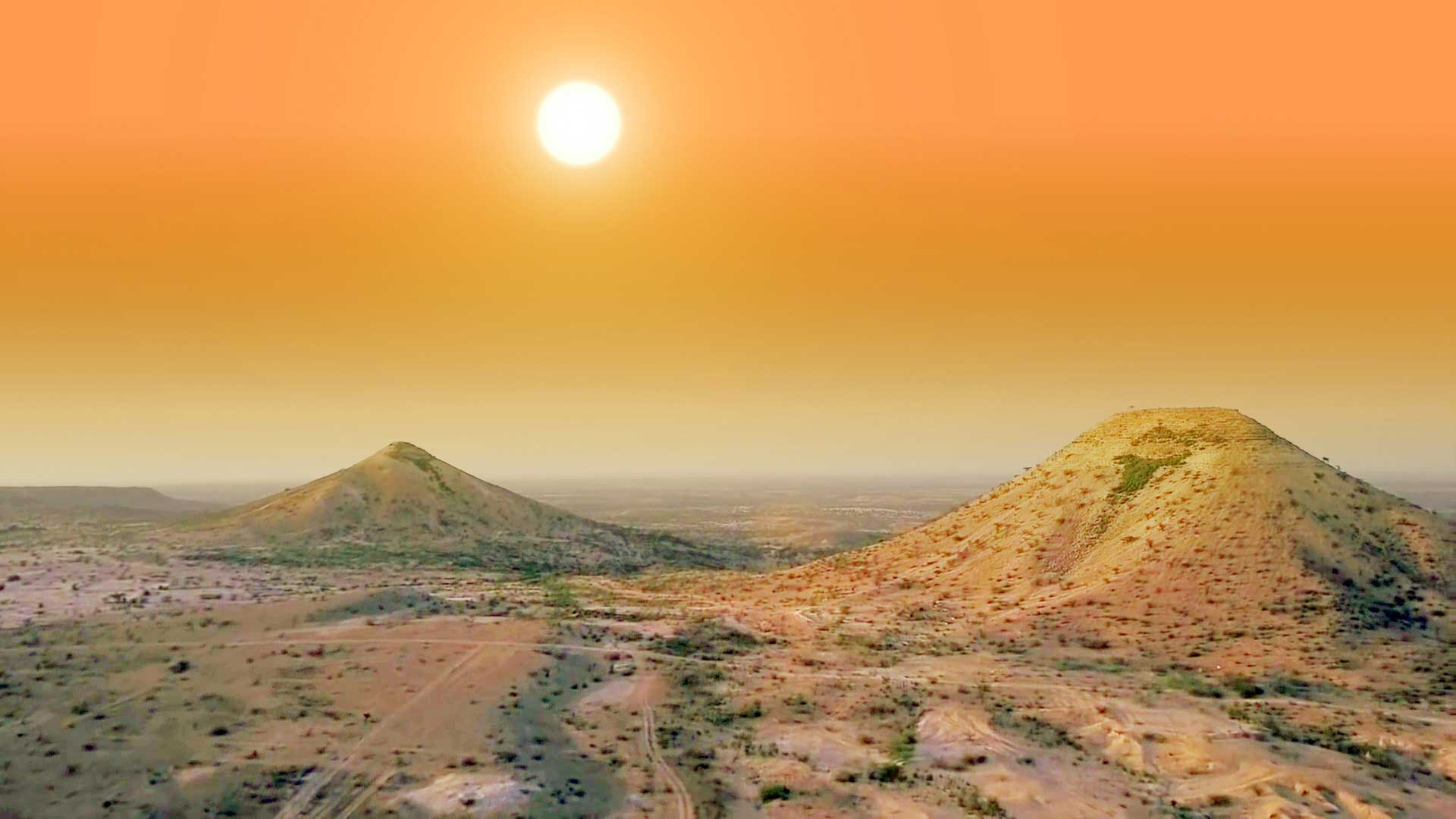
Naasa Hablood - Montagne du sein de la Vierge

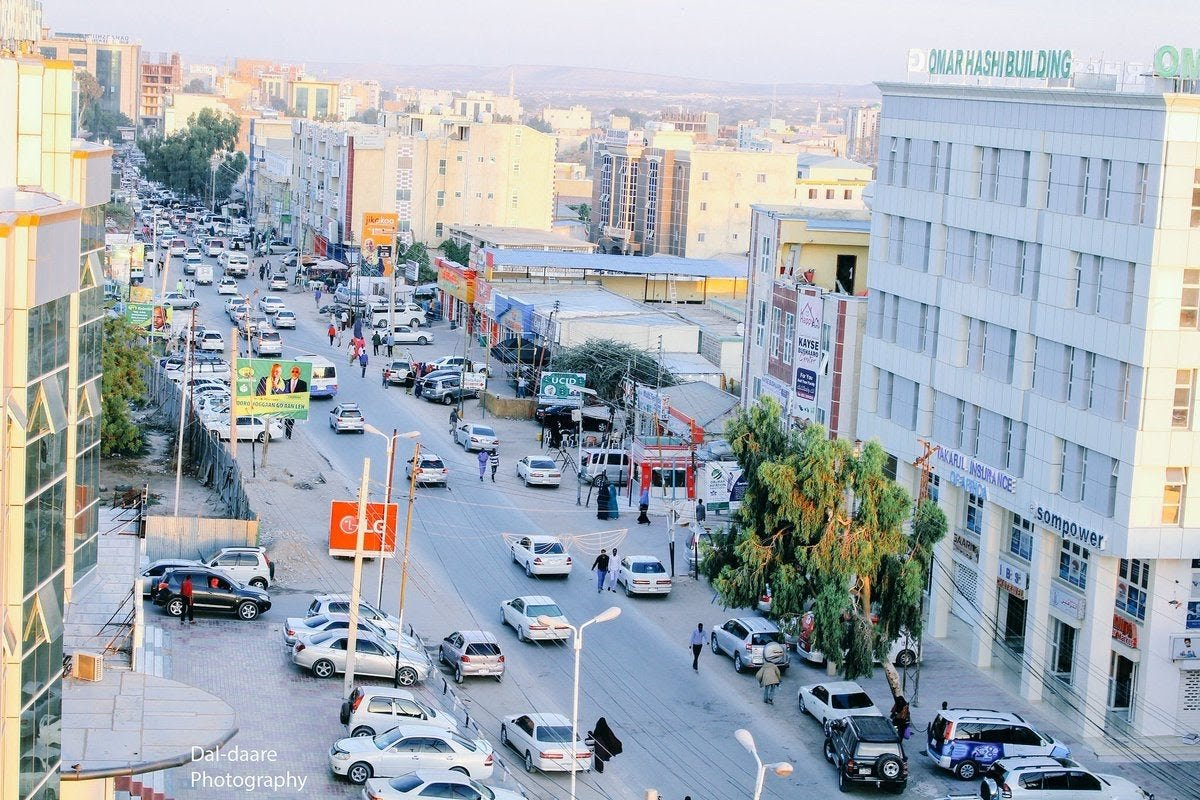
Hargeisa, capitale du Somaliland, dont les principales zones routières comprennent des autoroutes menant à la ville de Berbera, des centres commerciaux et des magasins, ainsi que des zones

## Histoire
La région a été dominée par le sultanat de Warsangali (Las Khorey) jusqu'en 1884.
La région dépend administrativement du Somaliland
La partie nord s'est autoproclamée province de Saaxil avec pour capitale Berbera, dépendant aussi du Somaliland.
La capitale régionale est désormais la ville intérieure d'Hargeisa.

## Districts
La région se compose de trois districts :
- Berbera (district) (Berbera)[4],
- Gabiley (district) (Gabiley)[5],
- Hargeisa (district) (Hargeisa) [6].

## Site
Parmi les sites archéologiques : Gaanhibah.